# Будне (Підляське воєводство)
Будне (пол. Budne) — село в Польщі, у гміні Ґоньондз Монецького повіту Підляського воєводства.
Населення — 45 осіб (2011).
У 1975-1998 роках село належало до Ломжинського воєводства.

## Демографія
Демографічна структура станом на 31 березня 2011 року:
|          | Загалом | Допрацездатний вік | Працездатний вік | Постпрацездатний вік |
| -------- | ------- | ------------------ | ---------------- | -------------------- |
| Чоловіки | 27      | 3                  | 18               | 6                    |
| Жінки    | 18      | 3                  | 10               | 5                    |
| Разом    | 45      | 6                  | 28               | 11                   |